# Hugo von Hagen
Hugo Ernst Louis Hans von Hagen (* 30. März 1835 in Wiesbaden; † 28. September 1911 in Hildesheim) war ein preußischer Generalmajor und zuletzt Kommandant der Festung Küstrin.

## Leben

### Herkunft
Seine Eltern waren der nassauische Oberst a. D. und Kammerherr Ferdinand von Hagen (1779–1845) und dessen dritte Ehefrau Auguste, geborene von Vigelius (1806–1877).

### Werdegang
Er besuchte von 1846 bis 1853 das Realgymnasium in Wiesbaden. Nach seinem Abschluss ging er am 8. Februar 1854 als Musketier in das 17. Infanterieregiment. Dort wurde er am 4. Mai 1854 zum Unteroffizier, am 7. Dezember 1854 zum Portepeefähnrich und am 10. November 1855 zum Seconde-Lieutenant befördert. Vom 1. Oktober 1857 bis zum 31. März 1858 war er in die Zentral-Turnanstalt versetzt. Anschließend wurde er am 24. August 1859 Adjutant des Füsilierbataillons. Er wurde am 10. August 1863 zum Premier-Lieutenant ernannt und am 7. November 1865 in das 67. Infanterieregiment versetzt.
Während des Deutschen Krieges von 1866 kämpfte er bei Münchengrätz, Preßburg und Königgrätz. Nach dem Krieg wurde er am 22. März 1868 zum Hauptmann befördert und zum Kompanie ernannt. Während des Deutsch-Französischen Krieges wurde er in der Schlacht bei Gravelotte verwundet. Er kämpfte aber wieder bei der Belagerung von Belfort und dem Gefecht bei Cravanche.
Nach dem Krieg erhielt er dafür am 28. Oktober 1872 das Eiserne Kreuz 2. Klasse. Am 12. März 1878 wurde er zum überzähligen Major und am 13. November 1879 zum etatmäßigen Stabsoffizier ernannt. Am 2. März 1880 wurde er Kommandeur des Füsilierbataillons. Am 12. November 1885 zum Oberstleutnant befördert, kam er als etatmäßiger Stabsoffizier in das 91. Infanterieregiment. Er wurde am 10. Juli 1888 mit der Führung des 94. Infanterieregiments beauftragt und dazu à la suite des Regiments gestellt. Am 4. August 1888 erfolgte die Bestätigung als Kommandeur und zeitgleich die Beförderung zum Oberst. Aber schon am 23. Oktober 1890 wurde er als Kommandant in die Festung Küstrin versetzt und dazu à la suite des Regiments gestellt.
Er erhielt am 18. August 1891 den Charakter als Generalmajor, am 15. Januar 1892 Ehrenritter des Johanniter-Ordens, am 18. Januar 1893 den Kronen-Orden 2. Klasse und am 20. Januar 1895 auch den Roten Adlerorden 2. Klasse mit Eichenlaub. Am 14. Juli 1895 wurde er mit Pension zur Disposition gestellt und starb am 28. September 1911 in Hildesheim.
Der General von Versen schrieb am 1. Januar 1893 in seiner Beurteilung: Generalmajor von Hagen ist eine stattliche militärische Erscheinung, körperlich und geistig vollkommen frisch, und gibt seine stramme Soldatennatur die Gewähr, daß er im Kriege die Festung mit Zähigkeit festhalten wird. Seine Energie zeigte sich bei jeder Gelegenheit, und füllt er die Stellung als Kommandant von Küstrin recht gut aus.

### Familie
Hagen heiratete am 9. April 1860 in Wesel Frederike Charlotte Louise Olinka Lancelle (1830–1873). Das Paar hatte mehrere Kinder:
- Ferdinand Erich Friedrich August Viktor Hans (1861–1903) ⚭ 1898 Agnete Sophie Elisabeth Juzi (* 1869)
- Melanie Adeline Johanne (* 1862) ⚭ 1892 Friedrich von Waldow (1854–1917), Generalmajor
- Wolf Heinrich Georg Hans (* 1868) ⚭ 1905 Lina Agnes Gorn (* 1874)
- Alexander August Max Hans (* 1869)

Nach dem Tod seiner ersten Frau heiratete er am 9. Juni 1874 in Wiesbaden die Freiin Thekla Löw von und zu Steinfurt (1843–1906). Das Paar hatte mehrere Kinder:
- Rudolf (1879–1879)
- Erwin (1880–1886)
- Heinrich (1882–1886)
- Dorothea (* 1886)